# St Bees
St Bees è un villaggio e parrocchia civile dell'Inghilterra, appartenente alla contea della Cumbria.